# Methana (Stadt)

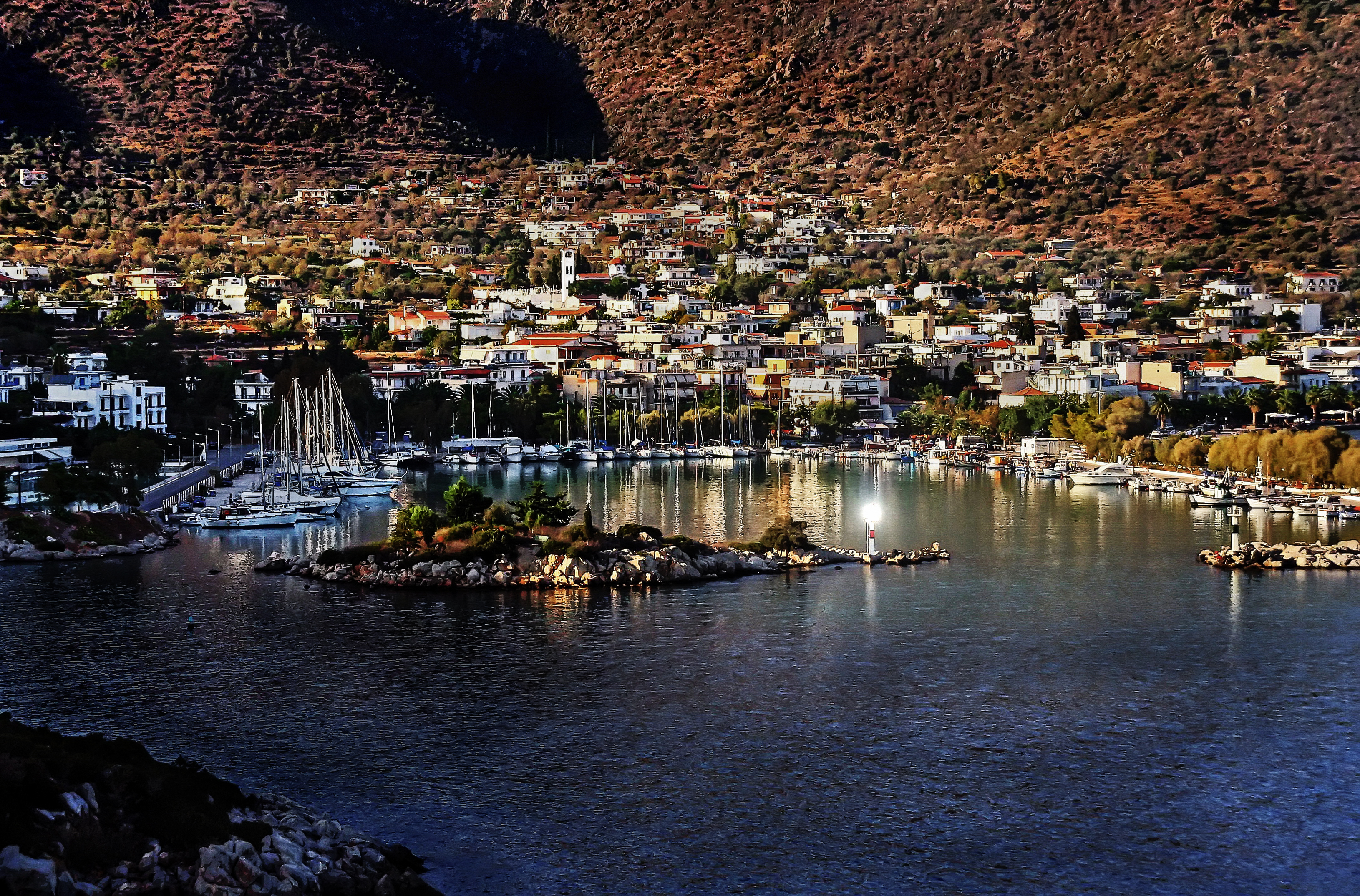
Hafen von Methana

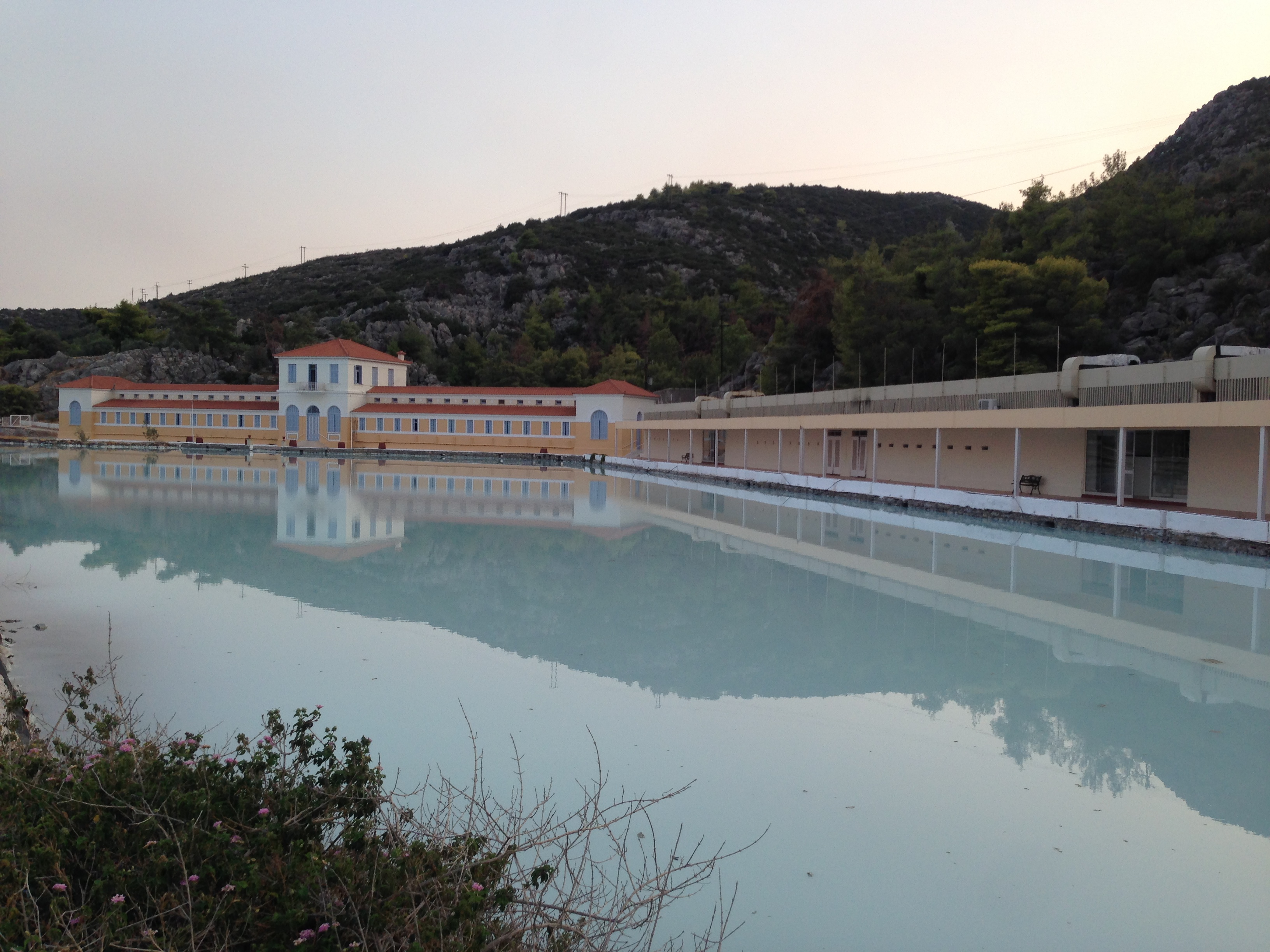
Badehaus mit Vromolimni

Methana (griechisch Μέθανα (n. pl.)) ist der größte Ort auf der gleichnamigen Halbinsel Methana und war bis Ende 2010 Hauptort der Gemeinde Methana. Seit dem 1. Januar 2011 wurde die Gemeinde Methana mit der Gemeinde Trizina zur Gemeinde Trizinia-Methana zusammengelegt. Methana ist ein Kurort, der für seine Thermalbäder bekannt ist, weshalb sein offizieller Name Loutropoleos Methanon (Λουτροπόλεως Μεθάνων ‚Heilbad Methana‘) lautet.
Die Hafenstadt Methana hat zusammen mit dem Vorort Agios Charalambos (wird auch Vromolimni genannt), der etwa 1 km nördlich liegt, 892 Einwohner. Die Ortsgemeinde Methana, die auch den etwa 1 km nordwestlich gelegenen Ort Dritseika (Δριτσαίικα, 205 Einwohner) umfasst hat 1.097 Einwohner.
Am südlichen Ortseingang liegt linker Hand das Badehaus und davor der etwa 150 m lange und 50 m breite Vromolimni (Βρωμολίμνη ‚Stinksee‘), der von schwefelhaltigen Quellen gespeist wird. Es werden Badekuren gegen Rheuma, Arthritis, Frauenleiden und Hautkrankheiten angeboten. Gegenüber liegt der Hafen von Methana. Östlich des Hafens liegt die kleine Halbinsel Nisaki (Νησάκι ‚Inselchen‘). An der Landenge, die sie mit dem Festland verbindet, liegt der Strand von Methana. Auf der Halbinsel kann man Reste einer Burg aus dem 4. Jahrhundert v. Chr. und die Kirche Agii Anargyri besichtigen.
An der Promenade gibt es einige Restaurants und kleinere Hotels. Hier ist auch der Landesteg für die Fähren nach Ägina, Poros und Piräus.
Etwa 500 m westlich von Dritseika auf der Ebene Throni fand man die Überreste eines antiken Turms und Siedlungsreste aus mykenischer Zeit. 1 km nordöstlich von Methana wurde 1990 das Mykenische Heiligtum von Methana entdeckt.

## Söhne und Töchter der Stadt
- Giorgos Batis, Komponist (um 1885–1967)
- Lina Nikolakopoulou, Liedtexterin (* 1957)